# アイビス咲蘭
アイビス咲蘭（アイビスさら、5月15日 - ）は、日本の女子プロレスラー。身長163cm、体重60kg。JWP女子プロレス所属。デビュー以来覆面レスラーを通す。

## 所属
- JWP（2016年 - ）

## 来歴・戦歴

### 2016年
- 4月5日、JWP新人オーディション合格[2]。
- 5月15日、プロテスト合格[2]。
- 7月10日、板橋グリーンホール大会昼の部にて覆面レスラー「アイビス咲蘭」としてのデビューが発表され、勝愛実とエキシビション[1]。
- 7月17日、両国KFCホール大会にて中森華子とエキシビション[1]。
- 7月24日、後楽園ホール大会にて同期のRiNOと同時デビュー戦も引き分け[1]。
- 覆面を被ったのは憧れのレスラー・ハヤブサの影響であり、リングネームが鳥のアイビス(朱鷺)になったのも、ハヤブサにちなんでのことである。命名はハヤブサと親交のあったコマンド・ボリショイ[3]。
- 8月14日、両国KFCホール大会より体調不良のため欠場。
- 11月13日、浅草・花やしき座でコマンド・ボリショイ戦で復帰戦を行うが、11月20日大阪より家庭の事情で欠場。

### 2017年
- 2月のJWPの活動停止に際し、PURE-J設立会見などに姿を見せず。